# 藤代博記
藤代 博記（ふじしろ ひろき、1959年9月 - ）は、日本の次世代ナノ電子デバイス研究者。東京理科大学先進工学部電子システム工学科教授、副学長。博士（工学）。神奈川県出身。

## 主な略歴
- 1982年 東京理科大学理工学部物理学科卒業
- 1984年 東京理科大学大学院理工学研究科物理学専攻修士課程修了
- 1984年 沖電気工業入社、基盤技術研究所（後に半導体技術研究所）勤務（ - 1995年）
- 1995年 沖電気工業半導体技術研究所主任研究員グループリーダ（ - 2001年）
- 1995年 東京理科大学より博士（工学）の学位を取得（論文タイトルは『逆構造ヘテロ接合FETの開発に関する研究』[2]）
- 2001年 東京理科大学基礎工学部電子応用工学科助教授
- 2006年 マサチューセッツ工科大学客員研究員（ - 2007年）
- 2007年 東京理科大学基礎工学部電子応用工学科准教授
- 2008年 東京理科大学基礎工学部電子応用工学科教授
- 2010年 独立行政法人情報通信研究機構特別研究員
- 2013年 東京理科大学基礎工学部学部長[3]
- 2013年 東京理科大学大学院基礎工学研究科研究科長
- 2018年 東京理科大学副学長

## 研究課題
- 物理ベース回路シミュレータの開発に関する研究
- 化合物半導体量子ナノ構造及びナノ電子デバイスの作製評価に関する研究
- 化合物半導体表面の構造・電子状態の制御に関する研究
- GaN系デバイスの解析およびシミュレーションに関する研究
- 半導体表面上の結晶成長の素過程に関する研究

## 主な研究成果
- InAs HEMTの歪み効果に関する理論的研究
  - [ 全著者名 ] 佐藤純，町田史晴，西野啓之，原紳介，藤代博記
  - [ 掲載誌名 ] 2011年電子情報通信学会総合大会講演論文集
  - [ 掲載年月 ] 2011年 3月
- InAs HEMTの歪み効果に関するモンテカルロ解析
  - [ 全著者名 ] 町田史晴，佐藤純，西野啓之，原紳介，藤代博記
  - [ 掲載誌名 ] 2011年春季 第58回応用物理学関係連合講演会 講演予稿集
  - [ 掲載年月 ] 2011年 3月
- Si(111)表面上GaSb初期成長層のSTM観察
  - [ 全著者名 ] 町田龍人, 布施和敬, 八木下一輝, 原紳介, 色川勝己, 三木裕文, 河津璋, 藤代博記
  - [ 掲載誌名 ] 2011年春季 第58回応用物理学関係連合講演会 講演予稿集
  - [ 掲載年月 ] 2011年 3月
- Quantum-Corrected Monte Carlo Study of Nano-Scale InGaAs MOSFETs
  - [ 全著者名 ] H. Watanabe, T. Homma, T. Takegishi, Y. Hirasawa, Y. Hirata, S. Hara and H. I. Fujishiro
  - [ 掲載誌名 ] Physica Status Solidi C
  - [ 掲載年月 ] 2011年 2月

## 主な受賞
- 電子情報通信学会エレクトロニクスソサイエティ活動功労表彰」（2011年）